# Suðurfjall
Suðurfjall är en kulle i republiken Island. Den ligger i regionen Austurland, 300 km öster om huvudstaden Reykjavík. Toppen på Suðurfjall är 246 meter över havet, eller 67 meter över den omgivande terrängen. Bredden vid basen är 1,4 km.
Trakten runt Suðurfjall är nära nog obefolkad, med mindre än två invånare per kvadratkilometer. Det finns inga samhällen i närheten. Trakten runt Suðurfjall består i huvudsak av gräsmarker.